# تورلامئو
تورلامئو (به اسپانیایی: Torrelameu) یک منطقهٔ مسکونی در اسپانیا است که در نوگورا واقع شده‌است. تورلامئو ۱۰٫۹ کیلومتر مربع مساحت دارد ۲۰۱ متر بالاتر از سطح دریا واقع شده‌است.